# Pinezići (Krk)
Pinezići (olaszul: Santa Fosca) falu Horvátországban Tengermellék-Hegyvidék megyében. Közigazgatásilag Krkhez tartozik.

## Fekvése
A Krk-sziget Šotoventonak nevezett nyugati részén Krk városától 8 km-re északnyugatra, a tengerparttól a Sveta Fuska és a Torkol-öböltől mintegy hatszáz méterre fekszik. Közvetlen szomszédságában a 104-es főút túloldalán található Skrpčići falu. Közelében 2 km-re található a valbiskai kompkikötő, ahonnan a közeli Cres-szigetre indulnak a kompjáratok.

## Története
A település nevét egykori lakóiról a Pinezić családról kapta, melynek tagjai közül néhányan még ma is élnek a településein és környékén. 
A feltételezések szerint a falu területe már a kora középkorban is lakott volt. Szent Fuska templomát, mely a falu alatt közel a tengerhez állt már 1338-ban említik. A 16. században romos állapotú volt, de később még többször megújították. 1864-ig az azonos nevű linardići plébániatemplom felépültéig ez volt a plébániatemplom. Ezután már keveset látogatták. A templom körüli munkálatok során római falmaradványok, téglák, cserepek, amfora és néhány sír került elő.
A Frangepánok, hogy fokozzák az adóból származó bevételeiket a 15. században velebiti vlachokat telepítettek ide, akik egy sajátos nyelvet az úgynevezett krki románt (krčkorumunjski) beszélték. A Pinezić család is valószínűleg murlakoknak nevezett vlachok közül került ki. A Linardići és Pinezići közötti  területet ma is „Kambunnak” nevezik, mely szintén a krki románból származik és eredetileg mezőt jelentett. Kambun valamikor szintén falu volt, valószínűleg megfelel a  mai Žgaljićinak.
A Frangepánok krki uralma 1480-ig tartott, amikor Velence tartva attól, hogy a Mátyás magyar király elfoglalja Frangepán VII. Jánost a sziget átadására bírta. Ezt követően Krk szigetét a Velence által kinevezett kormányzók, velencei nemesek igazgatták, akik viszonylagos önállóságot élveztek. Krk első velencei kormányzója Antonio Vinciguerra 1489-ben említ egy bizonyos Panić nevű falut, melyet sokan a mai Pinezić-csel azonosítanak. A 16. század elején a török veszély miatt a kontinens területeiről számos menekült érkezett ide.
1797-ben a napóleoni háborúk egyik következménye a Velencei Köztársaság megszűnése volt. Napóleon bukása után 1813-ban Krk osztrák kézre került. Ausztria 1822-ben a Kvarner szigeteivel együtt elválasztotta Dalmáciától és Isztriával kapcsolta össze, mely közvetlenül Bécs irányítása alá tartozott. 1867 és 1918 között az Osztrák–Magyar Monarchia része volt. 1857-ben 66, 1910-ben 95 lakosa volt. Az Osztrák-Magyar Monarchia bukását rövid olasz uralom követte, majd a település a Szerb–Horvát–Szlovén Királyság része lett. A második világháború idején előbb olasz, majd német csapatok szállták meg. A háborút követően újra Jugoszlávia, majd az önálló horvát állam része lett. 2011-ben 194 lakosa volt. Lakói egykor főként halászatból éltek, ma a tenger közelségének köszönhetően fellendült a turizmus. Jert nevű strandját tisztaságának és rendezettségének elismeréseként a nemzetközi kék zászló jelzéssel látták el.

## Lakosság
| Lakosság változása | Lakosság változása | Lakosság változása | Lakosság változása | Lakosság változása | Lakosság változása | Lakosság változása | Lakosság változása | Lakosság változása | Lakosság változása | Lakosság változása | Lakosság változása | Lakosság változása | Lakosság változása | Lakosság változása | Lakosság változása |
| ------------------ | ------------------ | ------------------ | ------------------ | ------------------ | ------------------ | ------------------ | ------------------ | ------------------ | ------------------ | ------------------ | ------------------ | ------------------ | ------------------ | ------------------ | ------------------ |
| 1857               | 1869               | 1880               | 1890               | 1900               | 1910               | 1921               | 1931               | 1948               | 1953               | 1961               | 1971               | 1981               | 1991               | 2001               | 2011               |
| 66                 | 73                 | 59                 | 68                 | 86                 | 95                 | 83                 | 70                 | 102                | 110                | 104                | 87                 | 78                 | 96                 | 134                | 194                |

## Nevezetességei
A falu alatti Szent Fuska-öbölben található az ősi Szent Fuska templom, a falu egykori plébániatemploma. A templomot már a 14. században említik és 1864-ig plébániatemplomként működött. Egyhajós, négyszög alaprajzú épület dongaboltozatos szentéllyel. Homlokzata felett kis római típusú harangtoronnyal. Ma csak a templom búcsúünnepén és temetéskor tartanak itt miséket, mivel itt található két falu Pinezići és Skrpčići temetője.